# Carlota Sofia de Saxe-Coburgo-Saalfeld
Carlota Sofia de Saxe-Coburgo-Saalfeld (em alemão:  Charlotte Sophie; Coburgo, 24 de setembro de 1731 — Schwerin, 2 de agosto de 1810) foi uma duquesa alemã.

## Família
Carlota era a quinta dos oito filhos do duque Francisco Josias de Saxe-Coburgo-Saalfeld e da sua esposa, a princesa Ana Sofia de Schwarzburg-Rudolstadt. Os seus avós paternos eram João Ernesto IV, Duque de Saxe-Coburgo-Saalfeld e a princesa Carlota Joana de Waldeck-Pyrmont. Os seus avós maternos eram Luís Frederico I, Príncipe de Schwarzburg-Rudolstadt e a princesa Ana Sofia de Saxe-Gota-Altemburgo.

## Casamento e descendência
Casou-se com o duque Luís de Meclemburgo-Schwerin, filho do duque Cristiano Luís II de Meclemburgo-Schwerin. Tiveram dois filhos:
- Frederico Francisco I, Grão-Duque de Meclemburgo-Schwerin (10 de dezembro de 1756 – 1 de fevereiro de 1837), marido de Luísa de Saxe-Gota-Altemburgo, com quem teve seis filhos;
- Sofia Frederica de Meclemburgo-Schwerin (24 de agosto de 1758 – 29 de novembro de 1794), esposa de Frederico, Príncipe Hereditário da Dinamarca, com quem teve cinco filhos.